# Gao Hongbo
Gao Hongbo (chiń. 高洪波, pinyin Gāo Hóngbō; ur. 25 stycznia 1966 w Pekinie) – chiński trener piłkarski i piłkarz występujący na pozycji napastnika.

## Kariera klubowa
Gao zawodową karierę rozpoczynał w 1985 w zespole Beijing FC. W 1991 został wybrany Chińskim Piłkarzem Roku. W 1993 Beijing FC zmienił nazwę na Beijing Guo’an. W 1994 odszedł do singapurskiego Tiong Bahru United, z którym zdobył Puchar Singapuru. W 1995 wrócił do Beijing Guo’an. W 1996 zdobył z nim Puchar Chin. W 1997 Gao trafił do ekipy Guangzhou Songri. W tym samym roku został królem strzelców ligi chińskiej. W 1998 zakończył karierę.

## Kariera reprezentacyjna
W reprezentacji Chin Gao zadebiutował w 1992. W tym samym roku został powołany do kadry na Puchar Azji. Zagrał na nich w meczach z Tajlandią (0:0) oraz Japonią (2:3). Z tamtego turnieju Chiny odpadły w ćwierćfinale. W latach 1992–1997 w drużynie narodowej Gao rozegrał w sumie 16 spotkań i zdobył 7 bramek.

## Kariera trenerska
Po zakończeniu kariery piłkarskiej Gao został trenerem. Jego pierwszym klubem był Guangzhou Songri, który prowadził w sezonie 1999. Potem był selekcjonerem reprezentacji Chin U-17, a w 2004 został szkoleniowcem zespołu Xiamen Shishi z China League One. W 2005 klub ten zmienił nazwę na Xiamen Lanshi. W tym samym roku Gao awansował z nim do Chinese Super League.
W 2007 odszedł do Changchun Yatai, również z Chinese Super League. W tym samym roku zdobył z nim mistrzostwo Chin. Został także wybrany Chińskim Trenerem Roku. W 2009 objął stanowisko selekcjonera reprezentacji Chin. Wywalczył z nią awans na Puchar Azji. 13 sierpnia 2011 został zwolniony z funkcji trenera reprezentacji Chin.
24 kwietnia 2017 objął funkcję trenera chińskiego klubu Beijing Enterprises Group.